# Austrolimnophila (Austrolimnophila) aka
Austrolimnophila (Austrolimnophila) aka is een tweevleugelige uit de familie steltmuggen (Limoniidae). De soort komt voor in het Australaziatisch gebied.